# Watuagung (Tuntang)
Watuagung is een bestuurslaag in het regentschap Semarang van de provincie Midden-Java, Indonesië. Watuagung telt 3580 inwoners (volkstelling 2010).